# ديبرا ويب
ديبرا ويب (بالإنجليزية: Debra Webb)‏ (1900، ألاباما في الولايات المتحدة)؛ كاتِبة وروائية أمريكية.